# Kem (flod)
 Denne artikel omhandler floden. Opslagsordet har også en anden betydning, se Kem.
Kem (russisk: Кемь, finsk: Kemijoki) er en flod i Karelen i Rusland. Floden starter i indsøen Kujto og forløber gennem flere indsøer til Hvidehavet. Floden har en samlet længde på 191 km og et afvandingsområde på 27.700 km2. Middelvandføringen er 275 m3/sek. Floden har tilløb fra floderne Tsjirka-Kem, Kepa og Sjomba.
Det er en serie på 5 kraftværker ved floden. Byen Kem ligger ved udløbet af floden. De største bifloder til Kem er Tsjirka-Kem, Kepa og Sjomba.
64°57′19″N 34°40′28″Ø / 64.9553°N 34.6744°Ø